# Шабельківка
Ша́бельківка — селище Краматорської міської громади Краматорського району Донецької області України. Населення складає 4500 меш. (1984); заснована 1767. Відстань до райцентру становить близько 10 км і проходить автошляхом місцевого значення.

## Символіка
Щит зеленого кольору, що символізує собою засновану тут у 1767 році слободу. Зелений колір на гербах та прапорах давно асоціюється на цих землях зі Слобожанщиною. Також зелений відсилає до Шабельківського відділення РЛП "Краматорського", що розташовано в балці Розсоховатій. Майже 300 га площі селища займає ліс.
На щиті три золоті шаблі вістрями додолу, які перев'язує срібна стрічка. Шаблі власне промовляють назву селища - Шабельківка (герб є промовистим). Також вказують на те, що сучасне селище утворилося шляхом об'єднання декількох поселень. Скількох конкретно - зараз сказати важко. Стрічка символізує, що об'єднані всі ці частини селища водними артеріями: річкою Маячкою та Розсоховатою.

## Населення

### Мова
Розподіл населення за рідною мовою за даними перепису 2001 року:
| Мова            | Кількість | Відсоток |
| --------------- | --------- | -------- |
| російська       | 2191      | 50.32%   |
| українська      | 2108      | 48.42%   |
| вірменська      | 3         | 0.07%    |
| білоруська      | 1         | 0.02%    |
| інші/не вказали | 51        | 1.17%    |
| Усього          | 4354      | 100%     |

## Історія
Слобода Шабельківка була заснована в 1767 році Іваном Прокоповичем Шабельським. В 1938 році населений пункт отримав статус селища міського типу. Назва «Шабельківка» отримана від прізвища поміщиків Шабельських.
В 1788 році в Шабельківці був побудований храм на честь святителя Миколи Мирликійського. В 1885 році була відкрита земська школа.

## Сучасні події
Під час Антитерористичної операції на сході України 21 червня 2014 року жителі селища без зброї прогнали озброєних бойовиків і розібрали незаконно встановлений блокпост.. У відповідь сепаратисти провели каральну операцію проти мешканців, які знесли блокпост. Озброєні терористи викрали братів Олексія та Романа Хохотва.

## Економіка
Розвідане Шабельківське родовище, де видобувається формувальний пісок.